# وزمله (میان دربند)
وزمله نام روستایی در بخش مرکزی شهرستان کرمانشاه در استان کرمانشاه است. طبق سرشماری سال ۱۳۸۵ این روستا ۹۶ نفر و ۲۴ خانوار جمعیت دارد.